# Прокоп'євський трамвай
Прокоп'євський трамвай — діюча трамвайна мережа у місті Прокоп'євськ, Росія. Відкрита 12 травня 1936 року.

## Історія
Трамвайний рух в Прокоп'євську було відкрито 12 травня 1936 трамвай було побудовано трестом «Прокоп'євськуголь» для підвезення працівників до численних вугільних підприємств, розташованих поруч з містом. Перша одноколійна трамвайна лінія з роз'їздами була прокладена від гірничого технікуму до шахти ім. Калініна. Трамвайне депо було організовано в майстернях сусідньої шахти № 8. Для відкриття руху з Москви були передані 3 трамвайних вагона Ф.
- 1934 — початок будівництва трамвайної інфраструктури.
- 1936 — відкриття трамвайного руху від гірничого технікуму до шахти ім. Калініна; продовження лінії від шахти до міської поліклініки.
- 1937 — відкриття лінії від міської поліклініки до вул. Комсомольської
- 1952 — відкриття лінії від вул. Комсомольської до вул. Торгової
- 1956 — відкриття незв'язаної з іншою мережею трамвайної лінії від Коксової шахти до ДК ім. Сталіна і другого депо в Ясній поляні.
- 1959 — відкриття трамвайного депо № 1 на вул. Високогірній і ліквідація депо в майстернях шахти ім. Калініна.
- 1963 — відкриття лінії від ДК ПЗША (гірничий технікум) до парку ім. 40-річчя ВЛКСМ
- 1964 — відкриття ліній від парку ім. 40-річчя ВЛКСМ до шахти «Зімінка 3-4» та від вул Фасадної. до Коксової шахти, що призвело до об'єднання трамвайної мережі.
- 1972 — відкриття лінії від просп. Гагаріна до РТТЗ.
- 1974 — відкриття лінії від РТТЗ до ПФЗ.
- 1975 — відкриття лінії від шахти «Тирганська» («Зімінка 3-4») до шахти «Зімінка 1-2».
- 1976 — відкриття лінії від шахти «Зімінка 1-2» до Хлібозаводу.
- 1981 — відкриття ліній від ПФЗ до вул. Будівельної і від Ясної поляни до шахти «Північний Маганак».
- 1987 — відкриття трамвайного депо № 3 на вул. Луговій (біля РТТЗ).
- 1993 — відкриття лінії від вул. Будівельної до БТІ.
- 2003 — демонтаж лінії від вул. Профспілкової до шахти «Північний Маганак».
- 2008 — відкриття другої колії на лінії від ДК ім. Горького до депо № 2.

## Рухомий склад

### Діючий
У 2008 Прокопьевский трамвай було представлено 5 видами пасажирських трамвайних вагонів:
- 71-605 — 72 вагони, у тому числі 1 вагон пройшов КР в трамвайному депо № 1,
- 71-605А — 7 вагонів,
- 71-608К — 8 вагонів
- 71-608КМ — 1 вагон
- 71-619КТ — 4 вагони.

У 2011 році було закуплено 2 вагона виробництва білоруського заводу Белкоммунмаш моделі АКСМ-60102.

### Історичний
- 1936—1959 Ф,
- 1938—1964 Х/М,
- 1957—1969 МС,
- 1956—1964 ПС,
- 1953—1971 КТМ-1/КТП-1,
- 1961—1972 КТМ-2/КТП-2,
- 1976-? МТВ-82,
- 1966—1973 РВЗ-6,
- 1970—1973 РВЗ-6М.

## Депо
Протягом понад сімдесят років роботи Прокоп'євського трамваю в місті використовувалося 4 депо:
- депо в майстернях шахти ім. Калініна на 10 вагонів (1932—1959),
- депо № 2 на вул. Сінній на 15 вагонів (з 1956, призупинило роботу в грудні 2013 року),
- депо № 1 на вул. Високогірній на 30 вагонів (з 1959),
- депо № 3 на вул. Луговій на 30 вагонів (з 1987)

## Діючі маршрути на середину 2010-х
- № 1 «Электромашина» — РТТЗ (в години пік).
- № 3 «Электромашина» — ДК «Ясная Поляна».
- № 3а «ДК „Ясная Поляна“ — РТТЗ»
- № 4 БТИ — Горбольница № 1.
- № 5 БТИ — Хлебозавод.
- № 6 «Электромашина» — Строительная.
- № 7 Аптека (Северный Маганак) — ДК «Ясная Поляна».
- № 9 БТИ — Разрез «Прокопьевский» (в години пік).

## РТТЗ
У 1974 МЖКГ РРФСР в Прокоп'євську було відкрито ремонтний трамвайно-тролейбусний завод для виготовлення запасних частин для електротранспорту, а також нестандартного обладнання.
У 1993 підприємство було реорганізовано і стало відкритим акціонерним товариством. Після зниження замовлень в 1990-і рр. на обладнання для електротранспорту підприємство провело диверсифікацію виробництва, почавши випускати різні зварні металоконструкції та сільгосптехніку.

## Музей
У трамвайному депо № 1 розташовується музей Прокоп'євського трамвая. Експозиція музею відображає основні віхи у розвитку трамвая і міста в цілому.

## Ресурси Інтернету
- Трамвайная сеть Прокопьевска на сайте Юрия Маллера
- Фотографии прокопьевского трамвая в разное время на сайте Ааре Оландера
- ОАО «Прокопьевский РТТЗ»